# Mak nagołodygowy
Mak nagołodygowy, m. syberyjski, m. islandzki (Papaver nudicaule) – gatunek należący do rodziny makowatych. Pochodzi z Azji (wschodnia Syberia, Ałtaj, Kazachstan, Mongolia) oraz z północnej części Ameryki Północnej (Jukon i Alaska). W Polsce jest uprawiany jako roślina ozdobna.

## Morfologia
LiścieZielone, różyczkowe, 3-4 razy pierzastosieczne
KwiatyPachnące. Głąbik kwiatowy wysokości do 20 cm.

## Zastosowanie i uprawa
Uprawiany jest ze względu na swoje duże, ładne i pachnące kwiaty. Nadaje się na rabaty, do ogrodów skalnych i na kwiat cięty. Jest byliną, ale zazwyczaj uprawiany jest jako roślina jednoroczna. W uprawie istnieją kultywary o kwiatach barwy białej, różowej, żółtej, pomarańczowej lub różowej, z gładkimi lub pomarszczonymi płatkami. Uprawia się go z siewu nasion wprost do gruntu (jesienią lub wczesną wiosną). Preferuje stanowisko słoneczne, ziemię żyzną i przepuszczalną.

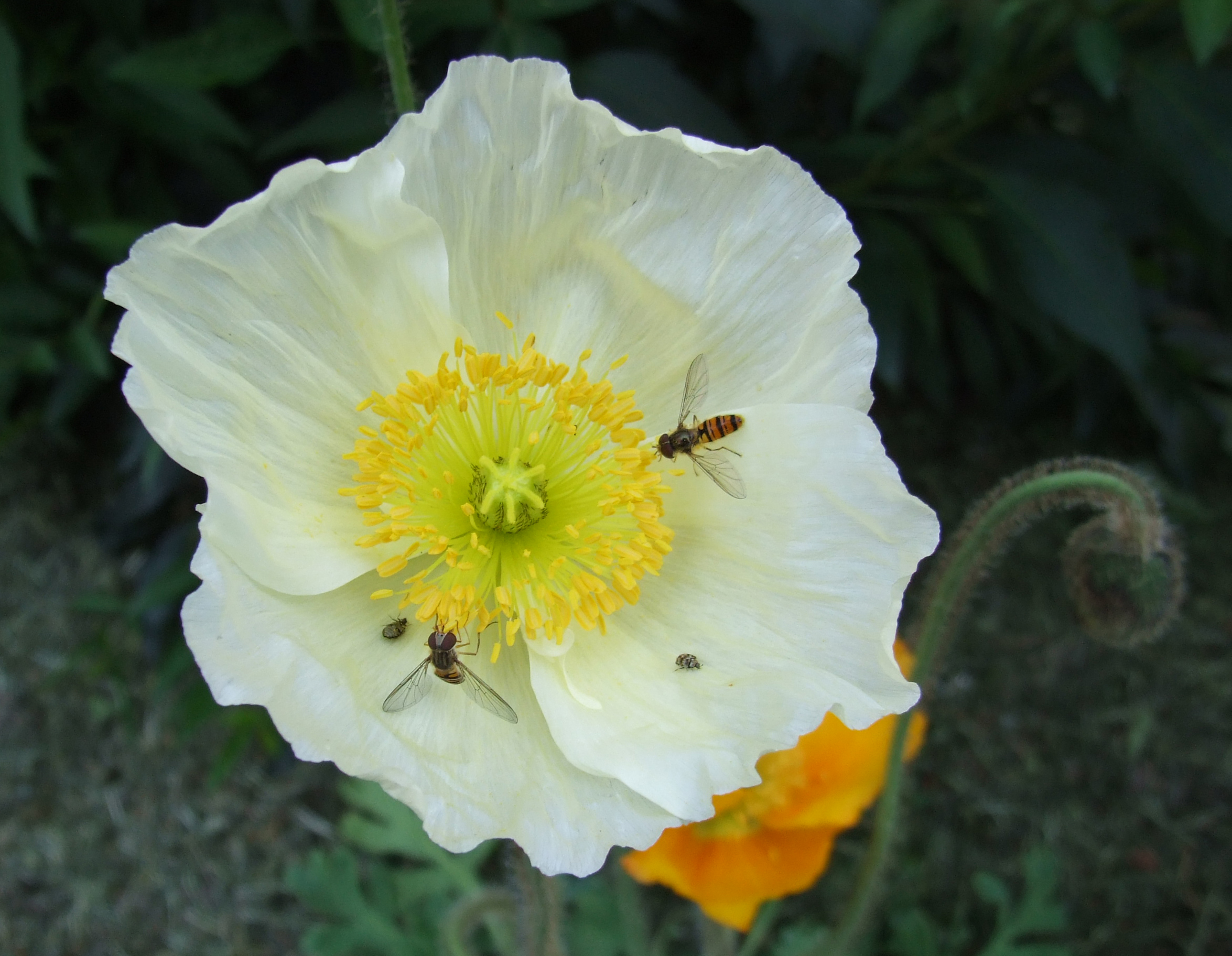
Papaver nudicaule

. 